# Akihiko Kamikawa
Akihiko Kamikawa (神川 明彦 Kamikawa Akihiko?, nacido el 9 de julio de 1966 en Kanagawa) es un exfutbolista y actual entrenador japonés.

## Clubes

### Como entrenador
| Club           | País  | Año  |
| -------------- | ----- | ---- |
| Grulla Morioka | Japón | 2016 |